# Tobolsker Kreml

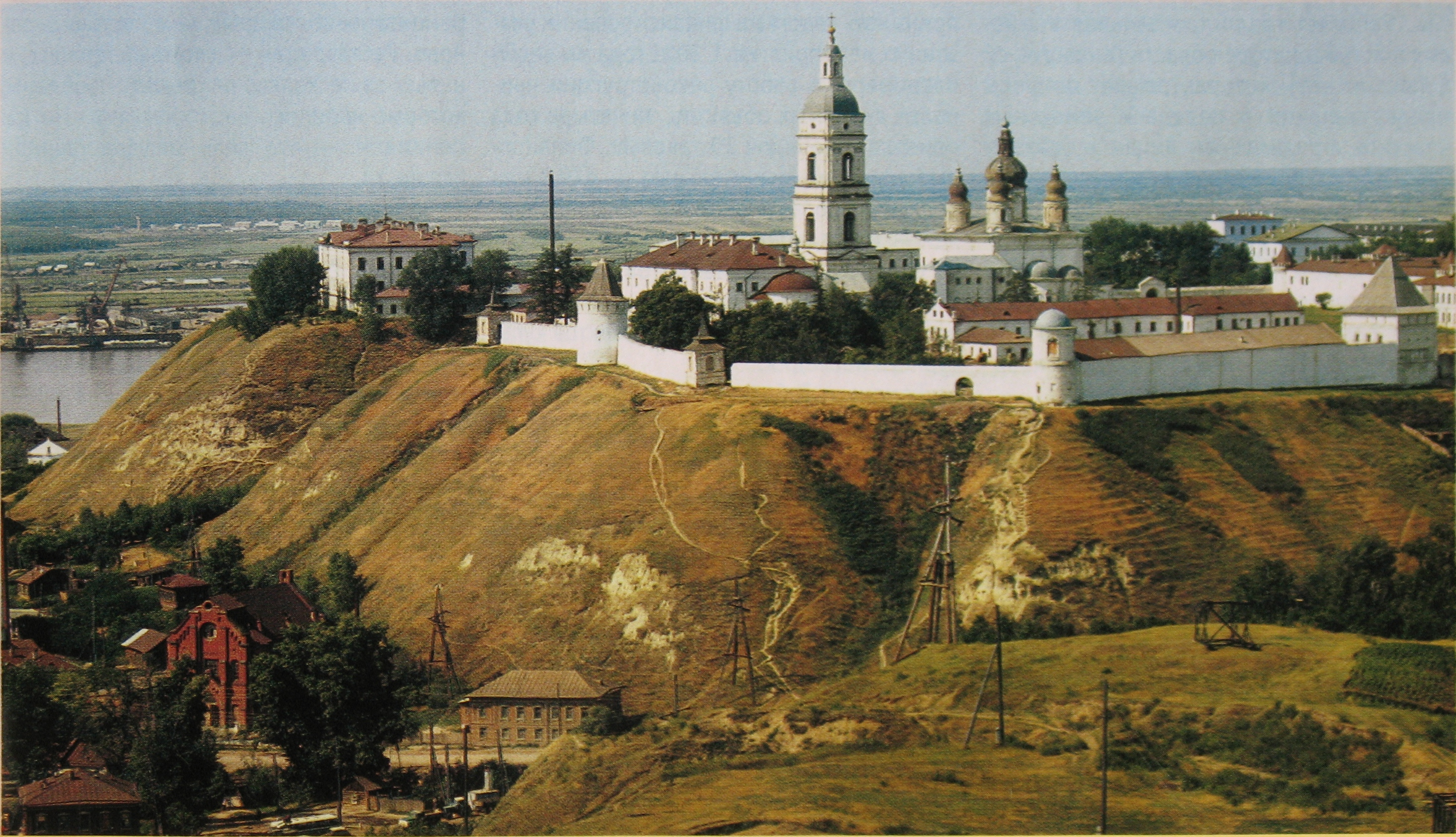
Gesamtansicht des Tobolsker Kremls in den 1990er-Jahren

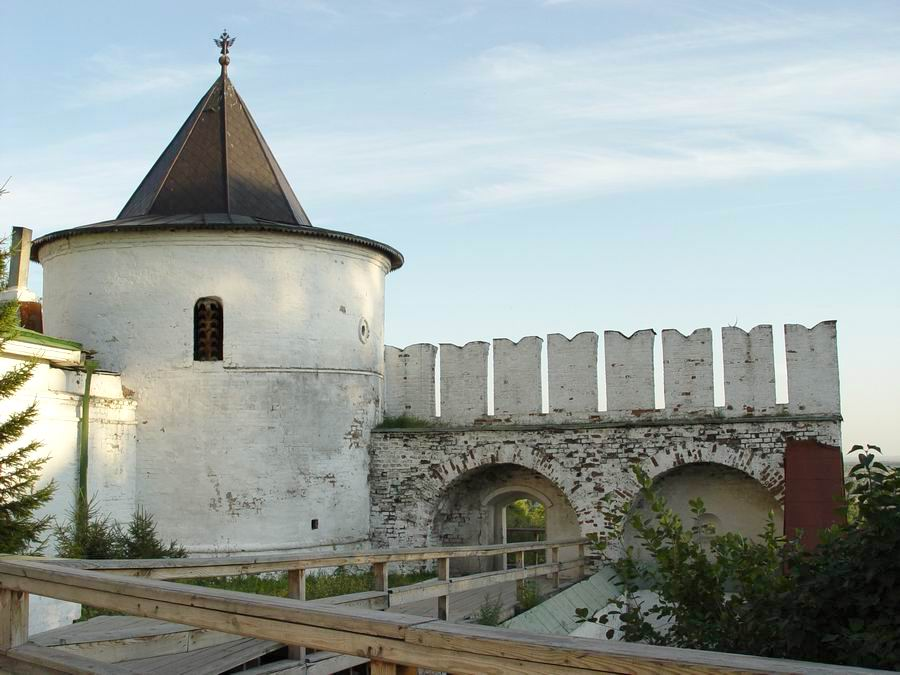
Pawlinski-Wachturm

Der Tobolsker Kreml (russisch Тобольский кремль) ist eine aus dem späten 17. Jahrhundert stammende ehemalige Zitadelle in Russland. Sie liegt in der westsibirischen Stadt Tobolsk und stellt den einzigen altrussischen Kreml im asiatischen Teil Russlands dar. Auch wurde der Tobolsker Kreml später erbaut als alle anderen Kreml.

## Geschichte
Die Stadt Tobolsk gehörte seinerzeit zu den ersten sibirischen Gegenden, die vom Zarentum Russland erobert und besiedelt wurden. Aus diesem Grund besaß die 1587 gegründete Stadt praktisch von Anfang an Festungsanlagen, welche die neu erschlossenen Gebiete schützen sollten und anfangs aus Holz errichtet waren. Bereits im Jahre 1621 wurde innerhalb der Festung erstmals eine Kathedrale gebaut. Im Laufe des 17. Jahrhunderts ereigneten sich in Tobolsk mehrere Großbrände, bei denen die Fortifikationsanlagen stets zerstört und kurz darauf wiederhergestellt wurden. Im Zuge der Neubauten wurde das Festungsgelände mehrmals vergrößert; die Schutzmauern erreichten Ende der 1670er-Jahre eine Länge von 550 Meter.
Da die Steinarchitektur in der Tobolsker Gegend erst Ende des 17. Jahrhunderts Verbreitung fand, blieben die Festungsanlagen auch bis zu dieser Zeit hölzern. Das erste steinerne Gebäude der Stadt, das Bischofspalais, wurde 1679 fertiggestellt, sieben Jahre später wurde die erste steinerne Kirche – die von Moskauer Baumeistern errichtete und bis heute erhaltene Sophienkathedrale – eingeweiht. Daraufhin wurde mit den Bauarbeiten an einer steinernen Fortifikation begonnen, und bereits 1699 waren rund 620 Meter Mauer mit insgesamt neun Wachtürmen fertig. Einige Steinbauten auf dem Territorium des Kremls wurden  durch schwedische Kriegsgefangene errichtet, unter anderem das Gebäude Rentereja, das auch Schwedenpalate bezeichnet wurde. In vielerlei Hinsicht wurde die neue Zitadelle an den Moskauer Kreml angelehnt und sollte unter Berücksichtigung der besonderen geographischen Lage und auch des damals beachtlichen Reichtums von Tobolsk besonders mächtig und standfest sein. Noch bis Anfang des 18. Jahrhunderts setzte sich eine intensive Bebauung des Kremlgeländes sowohl mit sakralen als auch mit profanen Bauten fort, wobei an den damaligen Bebauungsplänen auch der bekannte Tobolsker Kartograph Semjon Remesow mitwirkte.
Da jedoch die militärische Bedeutung des Tobolsker Kremls sehr schnell nach dessen Fertigstellung nachließ, wurden einige der Projekte für das Ensemble, darunter eines der Eingangstore der Festung, nicht vollendet. Nach 1718, als der damalige sibirische Gouverneur Matwei Gagarin seines Amtes enthoben wurde, kamen die Bauaktivitäten im Tobolsker Kreml weitgehend zum Erliegen. Erst Mitte bis Ende des 18. Jahrhunderts entstanden auf dem Kremlgelände wieder einige kleinere Gebäude, die teilweise nicht mit dem ursprünglichen Ensemble zu harmonieren vermochten.
Auch an bestehenden Bauwerken des Tobolsker Kremls wurden im 18. und 19. Jahrhundert Umbauten vorgenommen, die teilweise aufgrund schwieriger natürlicher Bedingungen notwendig waren: So musste die Sophienkathedrale mit speziellen Stützkonstruktionen versehen werden, um die Einsturzgefahr infolge häufiger Erdrutsche im Bereich des Kremls zu mildern. In den 1970er-Jahren wurden erneut größere Umbauarbeiten im Tobolsker Kreml vorgenommen; einige der Wachtürme waren bis dahin so beschädigt, dass sie faktisch neu errichtet werden mussten.

## Architektur

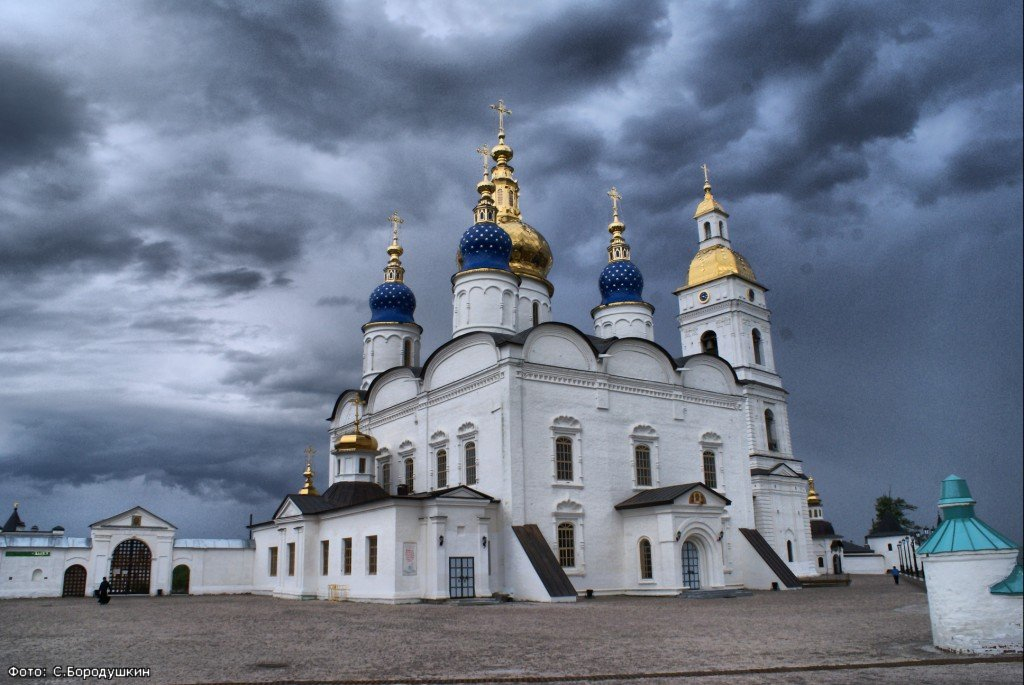
Sophienkathedrale

Das bis heute erhaltene Ensemble der Tobolsker Zitadelle besteht einerseits aus der Fortifikationsmauer mit sieben ehemaligen Wachtürmen und andererseits aus historischen Bauwerken innerhalb der ehemaligen Festung.
Das älteste erhaltene Gebäude des Kremls und zugleich der älteste steinerne Sakralbau Sibiriens ist die Sophienkathedrale (russ. Софийский собор). Sie wurde 1686 erbaut und Anfang des 19. Jahrhunderts durch einen 75 Meter hohen Glockenturm ergänzt. Die Kathedrale selbst weist eine Höhe von 47 Metern auf und wird oben von einer traditionell-russischen Fünfkuppelkonstruktion abgeschlossen. Die Kuppeln selbst wurden 1726 umgestaltet und erinnern seitdem von der Form her an ukrainische orthodoxe Kirchenbauten. Bis zur Oktoberrevolution 1917 diente die Tobolsker Sophienkathedrale unter anderem als Begräbnisstätte lokaler Bischöfe und anderer hoher Geistlicher. Nach Schließung im Jahre 1920 wurde das Gebäude jahrelang als Lagerhalle genutzt, 1961 erhielt es Museumsstatus und seit den 1990er-Jahren finden hier wieder Gottesdienste statt.
Neben der Sophienkathedrale bestehen im Tobolsker Kreml zwei weitere Sakralbauten: Die Schutz-und-Fürbitte-Kathedrale (Покровский собор) sowie die Kirche Sergius von Radonesch (Храм Сергия Радонежского). Die Schutz-und-Fürbitte-Kathedrale wurde in den Jahren 1743–1746 errichtet und weist Stilelemente des für jene Zeit typischen Barocks auf. Die kleine Kirche Sergius von Radonesch wurde 2007 zwischen den beiden Kathedralen erbaut; die ursprüngliche Kirche dieses Namens im Tobolsker Kreml wurde noch Mitte des 18. Jahrhunderts abgetragen.
Als wichtiges Denkmal der profanen Architektur in Tobolsk ist das ehemalige Bischofshaus (Архиерейский дом) zu erwähnen. Es entstand 1775 an der Stelle seines Vorgängerbaus aus dem Jahr 1679, des ersten steinernen Gebäudes der Stadt. Heute befindet sich im Gebäude das Heimatmuseum von Tobolsk.